# Vlasin Crețescu
Vlasin Crețescu a fost un boier care asemeni lui Stan Cașen, și el a primit danie de la Ștefan Voievod, prin hrisovul de la 20 iulie 1443, moșie aflată mai sus de Stan Cașen. Acolo, despădurind pământurile, a întemeiat satul ce avea să devină Vlașca de azi.

## Istoric
La data de 15 martie 1410, Alexandru cel Bun dăruiește prin hrisovul de la Suceava, lui Ghelebi Miclouș și fiilor săi, Domoncuș, Blaj și Iacob, pentru munca cinstită asupra țării, șase sate: Cașin, Ohtuz, Grozești, Stănișorești, Lăslăuani și Stoenești.
Acest hrisov reprezintă primul document ce menționează existența în istorie a satului Cașin. 
În hrisov se menționează: „Noi, Alexandru Voievod, domn al Țării Moldovei, înștiintare facem prin această carte a noastră, tuturor cui vor căuta pe dânsa, ori cetindu-să o vor auzi-o, pentru acest adevăr credincios sluga noastră, dumnealui Domoncuș stolnic și fratele său Blaj și Iacobu, fiul lui Gheleb Miclouș, ce au slujit ei mai înainte sfânt odihniților domnilor ce au fost mai înainte de noi cu dreaptă și credincioasă slujbă, dar astăzi ne slujesc nouă cu dreaptă și credincioasă slujbă. Drept aceea noi,... i-am miluit pe dânșii cu deosebita milă de le-am dat lor în țara noastră, a Moldovei, șase sate pe Cașin și pe Oituz anume Stînișoreștii, Săscăuții, Grozeștii și Stoieneștii de la Valcica ....cu toate hotarele lor”.
Tot pe la 1410, moșia Cașin a fost dată danie boierului Stan Cașen. Acesta a fondat la dreapta râului Cașin satul Stănești, sau nucleul a ceea ce avea să degenereze în istorie sub forma Cașinului de astăzi. Satul se numea Stănești sau Cașen de la numele lui Stan Cașen. Acest sat era amplasat pe ceea ce astăzi numim „Cătunul lui Briceag” sau „Cotul lui Briceag” și până „la Velniță”.
Al doilea însemnat document care menționează existența satului Stănești este hrisovul de la 20 iulie 1443, tocmit de Ștefan Voievod către boierul Vlasin Crețescu, prin care acesta primește drept danie de la domnitor „Siliștea la Cașin”. Aceasta era amplasată mai sus de Stan Cașen adică mai în amontele râului Cașin față de satul Stănești. Despădurind-o tatăl său Stan Crețul, Vlasin Crețescu creează un sat ce avea să devină Vlașca de azi.